# Pharaohs Curse
Pharaohs Curse is een videospel dat werd ontwikkeld en uitgegeven door Synapse Software. Het spel werd uitgebracht in 1983. Het spel is van het type platformspel en gaat over een farao die lang in zijn tombe begraven ligt. Het perspectief van het spel wordt in de derde persoon weergegeven. Het spel kan met maximaal een speler worden gespeeld.

## Platforms
In 1990 maakte de groep Bignonia de Commodore 64-versie geschikt voor de Commodore Amiga.
| Jaar | Platform                          |
| ---- | --------------------------------- |
| 1983 | Atari 8 bit, Commodore 64, VIC-20 |
| 1990 | Amiga (remake)                    |

## Ontvangst
Het spel werd overwegend positief ontvangen:
| Beoordeeld door         | Platform    | Jaar | Score |
| ----------------------- | ----------- | ---- | ----- |
| Personal Computer Games | VIC-20      | 1984 | 80%   |
| Defunct Games           | Atari 8-bit | 2014 | 75%   |
| The Video Game Critic   | Atari 8-bit | 2004 | 67%   |